# 阿曼达·查理莎·奥布丹
阿曼达·查理莎·奥布丹（或译作阿曼达·查利萨·欧巴丹，1993年6月17日—），或称阿曼达·奥布丹（或译作阿曼达·欧巴丹），昵称Da，出生于泰国普吉岛的泰裔加拿大女模特兼演员。2020年10月荣获泰国环球小姐桂冠。

## 个人生活
阿曼达出生于泰国普吉岛，其父是荷兰裔加拿大人，而母亲则是泰国华人。

## 经历
2021年2月25日，阿曼达被任命为泰国心理健康大使。2020年10月16日，她在面子书上批评对人任何形式的暴力行为的言论。由于曼谷警方曾在当日的反政府示威活动中使用催泪瓦斯的水炮对付抗议者，此举被视为发表政治言论。五天后，泰国心理健康部部门主任潘皮莫（Panpimol Wipulakorn）以“避免混淆公众视听”为由解除其大使一职。

## 影視作品

### 電視劇
| 首播年份 | 戲名             | 戲名   | 角色               | 播放平台    | 備註 |
| 首播年份 | 譯名             | 原文名 | 角色               | 播放平台    | 備註 |
| 2017年   | 《愛神丘比特》   |        | Dara               | Ch7HD       | 配角 |
| 2018年   | 《蒼穹戰紀》     |        | Jang               | Ch7HD       | 配角 |
| 2018年   | 《不情願的新娘》 |        | Pei                | Ch7HD       | 配角 |
| 2018年   | 《惡魔之舞》     |        | Priw               | Ch7HD       | 配角 |
| 2023年   | 《醫愛之名》     |        | Arunrat （Phaeng） | Ch3Thailand | 主演 |
| 2024年   | 《脱单大作战》   |        | Sarah              | Netflix     | 配角 |
| 2024年   | 《愛的祈求》     |        | Choenkhwan         | Ch3Thailand | 主角 |
| 2024年   | 《玩火之風》     |        | Frame              | Ch3Thailand | 主角 |
| 待公布   | 《Yiwa來也》     |        | Yiwa               | Ch3Thailand | 主角 |

## 人物评价
- 《NBT World》：“在29名参赛者中，阿曼达抓住了观众和评审的眼球和目光。身穿深灰色两件式泳装的她自信地参加泳装比赛，并在晚礼服比赛中选择穿红色的华丽礼服[4]。”

## 外部连接
- 阿曼达·查理莎·奥布丹的Instagram帳戶
- YouTube上的阿曼达·查理莎·奥布丹頻道

| 奖项与成就               | 奖项与成就            | 奖项与成就                    |
| ------------------------ | --------------------- | ----------------------------- |
| 前任者： 潘琬苏达·德劳因 | 泰国环球小姐 2020     | 繼任者： 安琪莉·斯哥特-柯蜜斯 |
| 前任者： 潘琬苏达·德劳因 | 环球小姐泰国代表 2020 | 繼任者： 安琪莉·斯哥特-柯蜜斯 |
| 前任者： Sheila Kirabo   | 国际旅游小姐 2016     | 繼任者： Maja Sieroń          |